# Kari Aalvik Grimsbø
Kari Aalvik Grimsbø (4 gennaio 1985) è un'ex pallamanista norvegese.
Con la maglia della nazionale norvegese ha vinto l'oro olimpico ai Giochi di Pechino 2008 e ai Giochi di Londra 2012, e il bronzo olimpico ai Giochi di Rio de Janeiro 2016.

## Palmarès

### Club
- EHF Champions League: 3

Győri ETO: 2016-2017, 2017-2018, 2018-2019
- Campionato ungherese: 4

Győri ETO: 2015-2016, 2016-2017, 2017-2018, 2018-2019
- Coppa d'Ungheria: 4

Győri ETO: 2015-2016, 2016-2017, 2017-2018, 2018-2019

### Nazionale
- Oro olimpico: 2

Pechino 2008, Londra 2012
- Bronzo olimpico: 1

Rio de Janeiro 2016
- Campionato mondiale

 Oro: Brasile 2011
 Oro: Danimarca 2015
 Argento: Francia 2007
 Argento: Germania 2017
 Bronzo: Cina 2009
- Campionato europeo

 Oro: Svezia 2006
 Oro: Macedonia 2008
 Oro: Danimarca-Norvegia 2010
 Oro: Croazia-Ungheria 2014
 Oro: Svezia 2016

### Individuale
- Migliore portiere ai Giochi olimpici: 2

Londra 2012, Rio de Janeiro 2016